# Prästaskogen-Lemmeströ
Prästaskogen-Lemmeströ är ett naturreservat i Svedala kommun i Skåne län.
Området är naturskyddat sedan 2010 och är 8 hektar stort. Reservatet består i väster av tidigare betesmarker och i öster ädellövskog med bland annat bok.